# 岭南三家
岭南三家，又称“岭南三大家”，“岭南三君”。为明末清初广东三大齐名诗人的合称，他们是屈大均、陈恭尹和梁佩兰。
三位诗人都是由明入清的遗民，所以都拒绝和清朝政府合作。他们的诗歌均歌颂明朝末年抗清斗士，揭露清军南下的种种暴行。他们的诗歌风格上为现实主义，描述明清之际改朝换代，战乱不断，普通百姓生活疾苦。